# Senadoconsulto

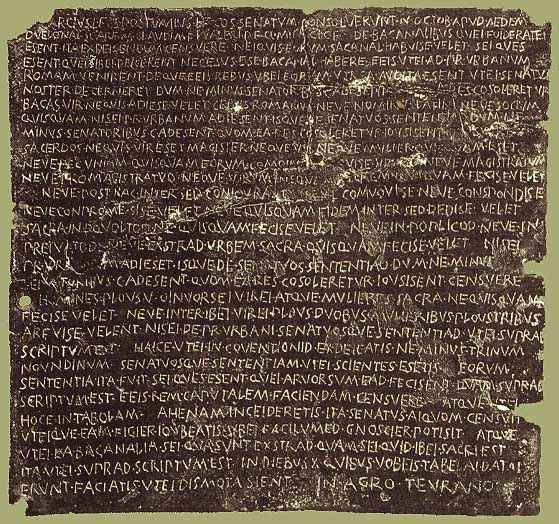
Senatus consultum de Bacchanalibus.

El Senadoconsulto (en latín: Senatusconsultum) es una de las fuentes del derecho romano. En la época republicana consistía en un parecer u opinión de carácter consultivo y no vinculante dado por el Senado a un magistrado. En la época imperial deviene un acto con fuerza de ley, emanado del Senado, previo y en algunos casos muy raros (por ejemplo, Senadoconsulto Macedoniano o Senadoconsulto Veleyano), de otros sujetos.
Es famosa la definición del senadoconsulto formulada por el jurista romano Gayo en sus Institutiones: G. 1.4 

Senatus consultum est quod senatus iubet atque constituit; idque legis vicem optinet, quamvis fuerit quaesitum»
(Traducido al español sería: "El senadoconsulto tiene fuerza de ley, por más que alguien lo haya puesto como objeto de discusión")

El senadoconsulto también existió durante el Consulado y el Primer Imperio francés como una prerrogativa del Senado conservador.

## Formas del senadoconsulto
- Se denominaban senadoconsultos per discessionem cuando se recogían los sufragios simplemente separando en dos partes a los votantes y no tomando el voto de viva voz.
- El resto se llamaba simplemente senadoconsultos o decretum.
- Algunas veces, los senadoconsultos eran relativos a asuntos u objetos sobre los cuales había de guardarse secreto o habían de tenerse reservados y entonces eran redactados por algunos de los mismos senadores y no por los scribas ordinarios, y el decreto se llamaba tacitum.

En la redacción de un decreto se escribía primero el tiempo y el lugar, en seguida el nombre de los senadores presentes, luego la proposición con el nombre del magistrado que la había propuesto y a continuación de este preámbulo se escribía el texto del decreto en esta forma:
Senatus consulti auctoritas
pridie kal. octob. in sede apollinis
scribendo adfuerunt L. Domitius P. Canuleius, etc.
quod M. AEmilius eis verba fecit de...
de ea re ita consuerunt ut, etc.
Cuando los tribunos habían formado oposición, se mencionaba al final en esta fórmula:
Huic senat. consult. intercessit C... Tribunus plebis
Estos decretos se llevaban enseguida al tesoro, y desde el momento en que quedaban registrados entre otras leyes, pasaban a tomar fuerza y vigor.